# Kimstad
Kimstad ist ein Ort (Tätort) in der schwedischen Provinz Östergötlands län und der historischen Provinz Östergötland. Der Ort liegt am Fluss Motala ström zwischen Linköping und Norrköping. Er ist Teil der Gemeinde Nörrköping.

## Verkehr
Durch Kimstad führt die Södra stambanan und es zweigt die Bahnstrecke Kimstad–Finspång ab, welche früher zur Norra Östergötlands Järnvägar gehörte. Kimstad liegt am Länsväg 215, die Europastraße 4 führt in etwa drei Kilometer Entfernung am Ort vorbei.

## Bilder

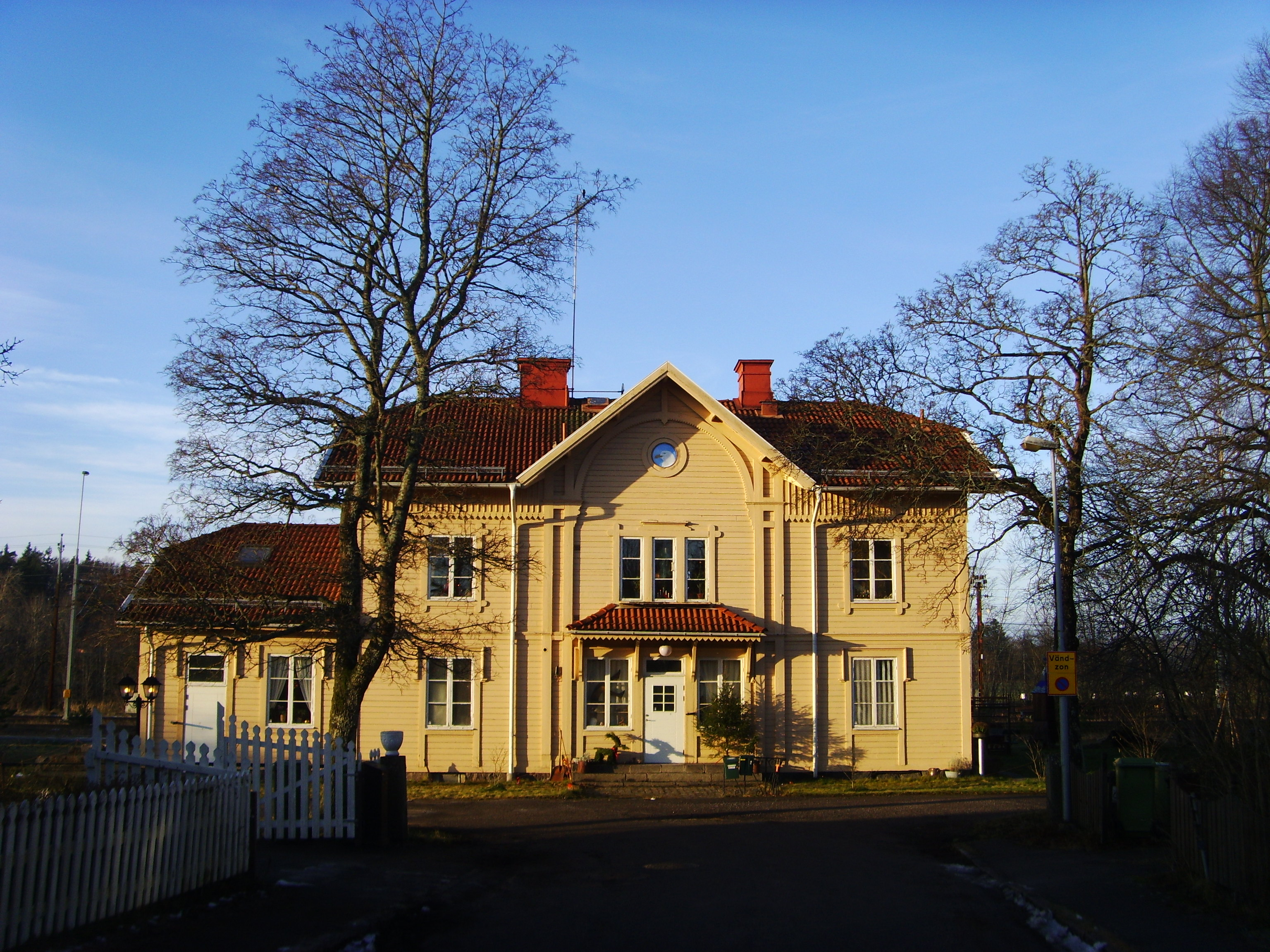
Bahnhof
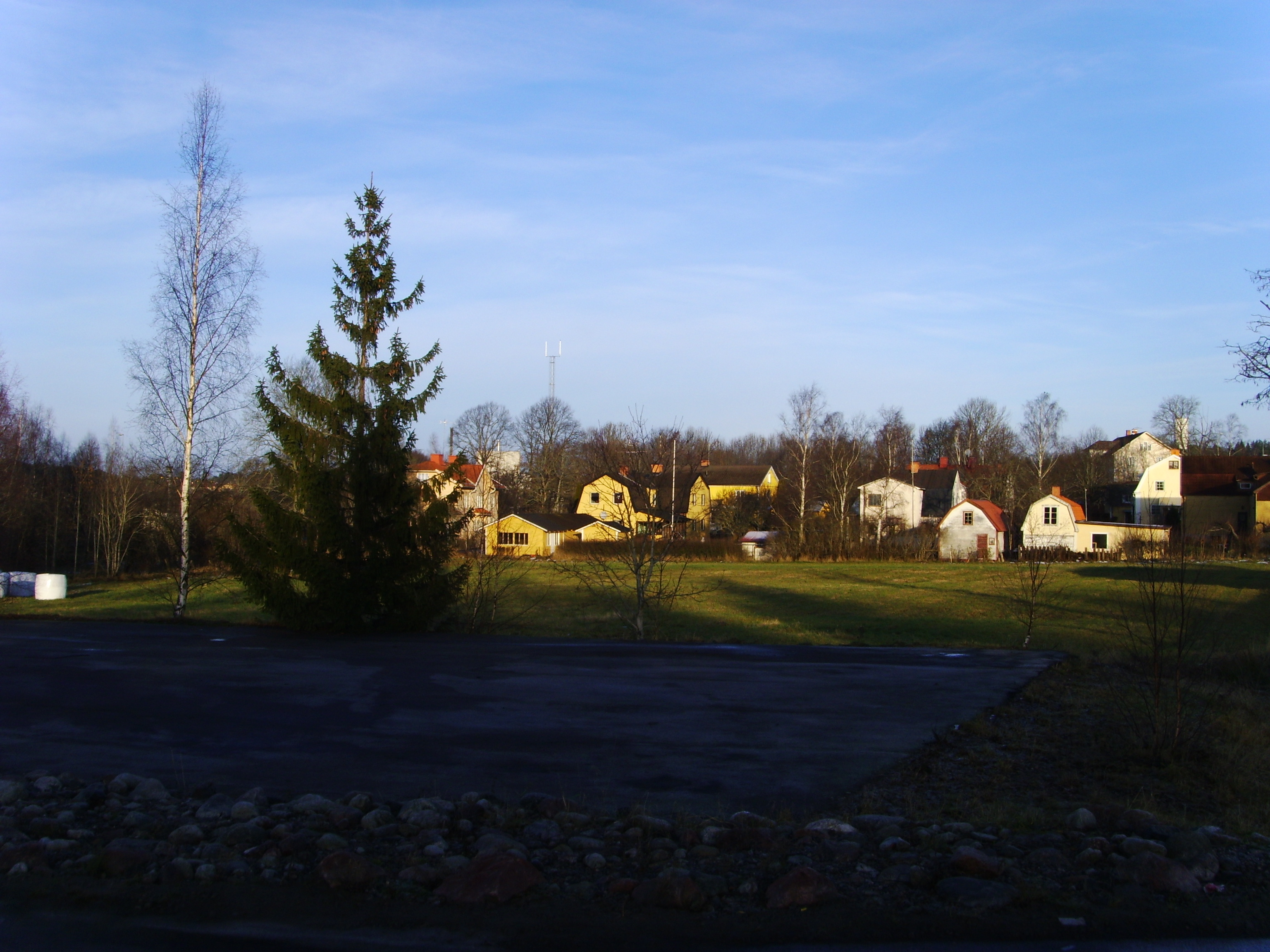
Am Bahnhof
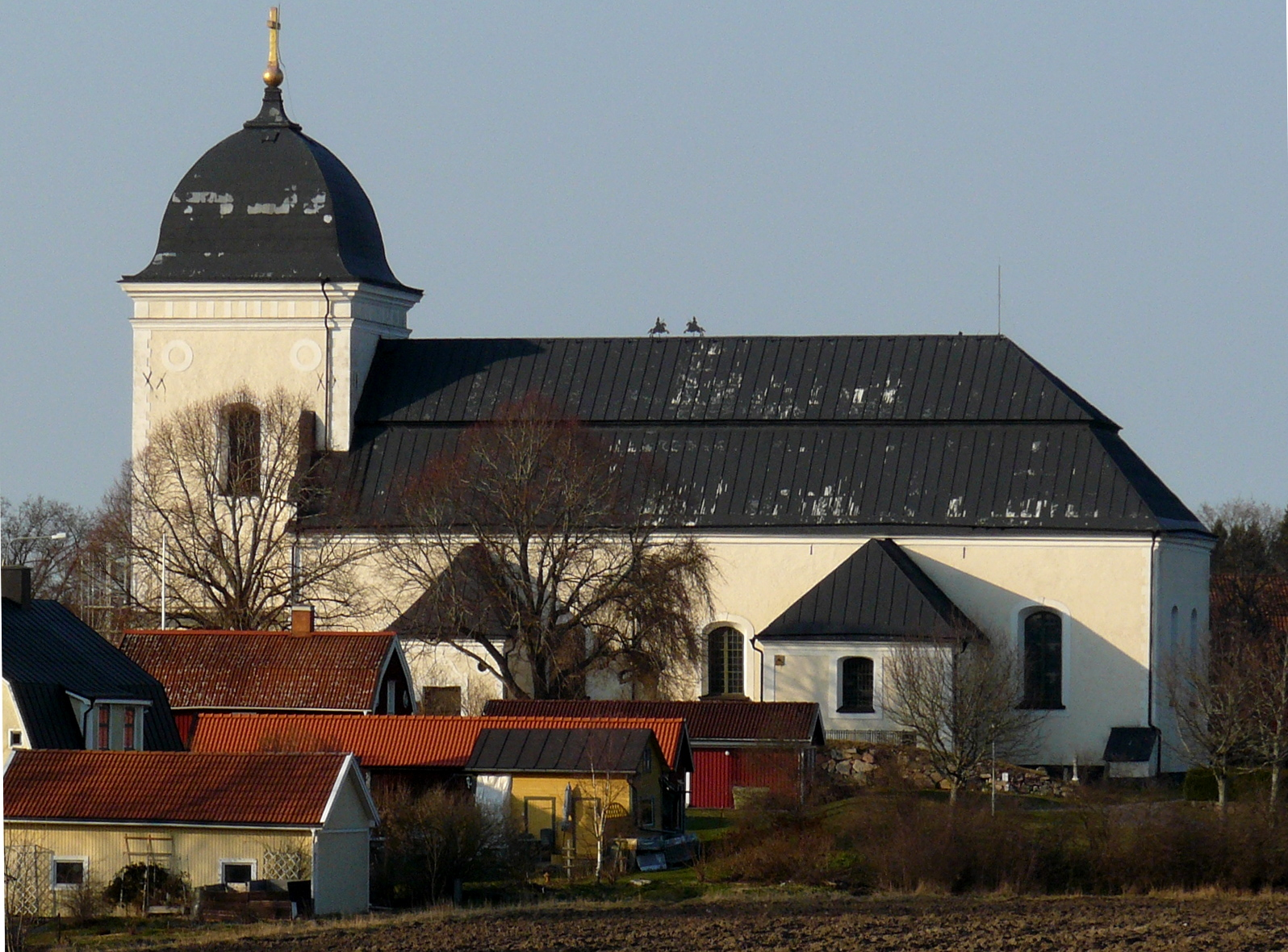
Kirche
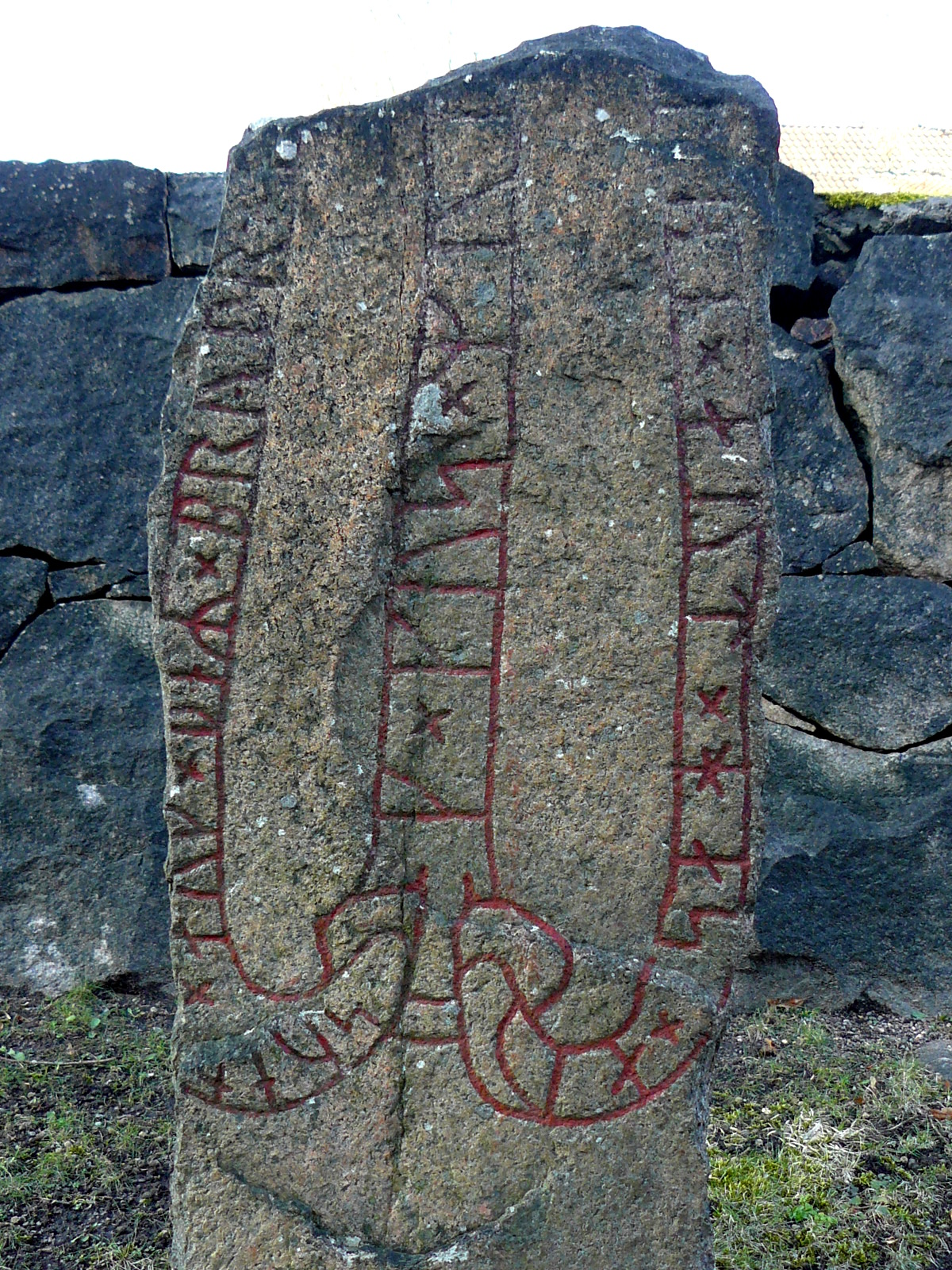
Runenstein